# ميشيل غو
ميشيل غو (بالصينية: 米歇尔·格斯؛ بالإنجليزية: Michelle Goh) هي ممثلة سنغافورية، ولدت في 9 سبتمبر 1973 في سنغافورة.

## وصلات خارجية
- ميشيل غو على موقع IMDb (الإنجليزية)
- ميشيل غو على موقع ألو سيني (الفرنسية)
- ميشيل غو على موقع أول موفي (الإنجليزية)
- ميشيل غو على موقع قاعدة بيانات الفيلم (الإنجليزية)
- ميشيل غو على موقع كينوبويسك (الروسية)